# زوبری (ناحیه وستین)
زوبری (به چکی: Zubří) یک منطقهٔ مسکونی و شهرستان دارای شهرک سابقاً روستا در جمهوری چک است که در ناحیه وستین واقع شده‌است. زوبری ۵٬۶۱۴ نفر جمعیت دارد.